# ICSA Labs

Логотип ICSA Labs

ICSA Labs (ранее известное как Международная ассоциация Computer Security) — независимое подразделение Cybertrust Inc, занимается исследованиями, испытаниями и сертифицированием продуктов безопасности (в настоящее время более 95 % антивирусов и файрволлов и т. п. имеют сертификат ICSA) включая антивирусы, файрволлы, средства криптографии, антишпионские программы и т. д.